# Maison de Pazzi
La maison de Pazzi est une famille noble qui joua un rôle central dans l'histoire de Florence, s'illustrant notamment dans son opposition au pouvoir des Médicis.

## Histoire

### Les origines
Des chroniqueurs florentins rapportent deux possibles origines pour la famille de Pazzi :
- une ascendance romaine : ils seraient issus de la gens Paccia, originaire des rives de l'Arno et fixée à Florence avec les plus anciens colonisateurs du site ;
- une ascendance fiesolane : les Pazzi auraient été contraints de quitter la ville et de s'installer à Florence après l'assujettissement de leurs terres (cette hypothèse repose essentiellement sur une analogie entre les armoiries de Fiesole et les anciennes armoiries des Pazzi représentant six lunes, trois d'azur et trois de gueules sur fond d'argent).

Le premier personnage de la famille mentionné dans les généalogies traditionnelles est Pazzino de' Pazzi, chevalier croisé légendaire qui se serait illustré lors de la première croisade destinée à délivrer le Saint-Sépulcre des Abasside (1099). Pendant le siège de Jérusalem, il aurait été le premier chevalier à entrer dans la ville sainte. Les reliques ramenées après ce combat sont à l'origine de la fête pascale du Scoppio del Carro à Florence.
Politiquement proche du parti guelfe, Jacopo de' Pazzi, dit le Vieux (it), se distingua lors de la bataille de Montaperti où il mourut. La génération suivante embrassera la cause des guelfes noirs, alliée aux Donati. Le fils de Jacopo, Pazzino, fut un homme d'armes et suivit Charles de Valois après son départ de Florence. Il a existé une famille homonyme dans le Valdarno, mais gibeline, avec laquelle les Pazzi de Florence ne voulurent jamais établir (ou rechercher) les liens de parenté.
Les Pazzi gagnent en influence et voient leur prestige et leur fortune croître, comme les autres familles florentines, grâce à leurs activités de commerce et de finance. Cette prospérité leur permettra d'agir en véritables mécènes : ainsi, en 1429, Andrea de' Pazzi commissionna Filippo Brunelleschi pour une chapelle située dans la basilique Santa Croce de Florence, la chapelle des Pazzi. Celle-ci sera complétée vers 1450 et constitue aujourd'hui l'un des plus harmonieux exemples de la première Renaissance.

### La conjuration des Pazzi

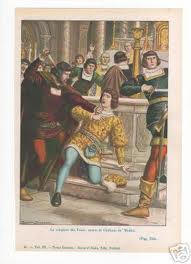
La conjuration des Pazzi.

Bien avant la conjuration des Pazzi, la réputation de traîtrise de la famille est établie par Dante, qui cite Carlino de' Pazzi (it), dans un de ses cercles de l'Enfer, celui des traîtres à la patrie. Y est également cité Camicione de' Pazzi (it), de la branche du Valdarno (comme le ladrone Rinieri de' Pazzi, dans Inf. XII 137).
Mais c'est la confrontation avec la famille de Médicis, qui dominent la vie politique de Florence, qui ternira définitivement la mémoire des Pazzi et entraînera leur chute.
Face à cette famille de roturiers, « nouveaux riches » par surcroît, les Pazzi ourdissent un complot destiné à tuer Julien et Laurent de Médicis, décapitant du même coup la famille de ses principaux chefs pour l'évincer des cercles du pouvoir et la supplanter.
Le 26 avril 1478, après une tentative avortée la veille, Julien de Médicis et son frère Laurent, agenouillés en prière à la cathédrale Santa Maria del Fiore, sont attaqués par Francesco de' Pazzi et ses complices : Julien succombe de 19 coups de couteau mais Laurent, réfugié dans la sacristie, en réchappe. Les participants au complot sont très vite démasqués et punis : l'archevêque de Pise, dont le passage à Florence à l'occasion des fêtes pascales avait servi de prétexte au complot, est immédiatement pendu. Jacopo, Renato et Francesco de Pazzi sont quant à eux vite retrouvés et exécutés. Guglielmo de' Pazzi (it), époux de Bianca, est épargné mais condamné à un exil perpétuel.

### Le déclin de la famille
Il faut attendre la prédication du moine dominicain Jérôme Savonarole, la mort de Laurent et la chute des Médicis, pour qu'en 1494 les Pazzi reviennent en ville, retrouvent leurs anciennes propriétés, y compris le palazzo Pazzi, et reprennent leurs charges politiques.
Ils se distinguèrent dans cette période avec Guglielmo de' Pazzi, homme politique et ambassadeur, et son fils Cosimo (it), archevêque de Florence de 1508 au 1513, tandis que Raffaele de' Pazzi (it) fut un condottiere de renom au service du pape Jules II.
La famille ne parviendra cependant jamais à retrouver son prestige et sa richesse passée, et tint plus modestement son rang parmi les grandes familles patriciennes. La crise des commerces et des manufactures de la fin des XVIe siècle les orientera de plus en plus vers les possessions terriennes. Nombreux furent les chevaliers de l'ordre de Saint-Étienne, les hommes d'Église, les hommes d'armes et les hommes politiques. À la fin du XVIe siècle la réputation des Pazzi retrouve une certaine aura grâce à l'une des saintes les plus importantes de l'époque : Maria Maddalena de' Pazzi, sœur carmélite célèbre pour ses visions extatiques, béatifiée peu après sa mort.
Plusieurs branches subsistent à travers les siècles, l'une d'entre elles passant au service de la France : Gaëtan-Guillaume Pazzi, notamment chambellan de Ferdinand III et gonfalonier de Florence, avait ainsi reçu le titre de baron Pazzi et de l'Empire en décembre 1809.

## Arbre généalogique
```
Ranieri de' Pazzi
?

Pazzino de' Pazzi

?
Ildebrando de Pazzo (fin 
X
e
-début 
XI
e
 
siècle
), notaire impérial à Florence
│
└─Pazzo de' Pazzi (vivant en 1178)
  │
  ├─Ranieri de' Pazzi (vers 1178 - après 1206)
  │ │
  │ └─Uguccione de' Pazzi (né avant 1203)
  │   │
  │   ├─
Giacchinotto de' Pazzi
 
(it)
 (mort après 1315)
  │   │
  │   ├─Cherico de' Pazzi dit « l'Ancien »
  │   │
  │   └─Pazzo de' Pazzi
  │     │
  │     └─Carlone de' Pazzi
  │       │
  │       ├─Uguccione de' Pazzi → branche éteinte en 1700
  │       │
  │       └─
Carlino de' Pazzi
 
(it)
 (mort en  1348), chevalier, cité dans l'Enfer de Dante
  │
  ├─Uguccione de' Pazzi (mort avant 1178)
  │ │
  │ └─Aldobrandino de' Pazzi (vivant en 1209)
  │    │
  │    └─
Jacopo de' Pazzi il vecchio
 
(it)
 (mort en  1260)
  │       │
  │       └─
Pazzino de' Pazzi
 (mort en 1312)
  │          │
  │          └─[6 générations…] → autre branche éteinte en  1766
  │             │
  │             └─Camillo de' Pazzi (1535-1597)
  │                │
  │                └─
Santa Maria Maddalena de' Pazzi
 (1566-1607)
  │
  └─Schiatta de' Pazzi (mort avant 1188)
     │
     └─Gerardo de' Pazzi
        │
        └─Ubertino de' Pazzi (vivant entre 1227 et 1250)
           │
           └─Giano de' Pazzi (vivant entre 1289 et 1310)
              │
              └─Guidotto de' Pazzi (mort 1348 durant la peste)
                 │
                 └─Guglielmo de' Pazzi
                    │
                    └─
Andrea de' Pazzi
 
(it)
 (1372-1445), qui a commissionné Brunelleschi
                       │
                       ├─Antonio de' Pazzi (1410-1458)
                       │ │
                       │ ├─
Guglielmo de' Pazzi
 
(it)
 (1437-1516), époux de 
Bianca de' Medici

                       │ │ │
                       │ │ ├─
Cosimo de' Pazzi
 
(it)
 (1466-1513), archevêque de Florence
                       │ │ │
                       │ │ └─Alessandro de' Pazzi (1483-1530)
                       │ │    │
                       │ │    └─Cosimo de' Pazzi (1514-1595)
                       │ │       │
                       │ │       └─Francesco de' Pazzi (1559-1619)
                       │ │          │
                       │ │          └─>Unique branche toujours existante
                       │ │
                       │ ├─
Giovanni de' Pazzi
 
(it)
 (1439-1481)
                       │ │ │
                       │ │ └─
Raffaele de' Pazzi
 
(it)
 (1471-1512), 
condottiere
 
                       │ │
                       │ └─
Francesco de' Pazzi
 (1444-1478), impliqué dans la conjuration
                       │ 
                       ├─
Jacopo de' Pazzi
 (m. 1478), impliqué dans la conjuration
                       │
                       └─Piero de' Pazzi (1416-1464)
                          │
                          └─
Renato de' Pazzi
 
(it)
 (1442-1478), impliqué dans la conjuration
```

## Dans la culture populaire
Un des personnages du film Hannibal (2001) est le commandant Pazzi, un policier corrompu, qui sera pendu le long de la façade du Palazzo Vecchio, comme son ancêtre Francesco de' Pazzi.
La famille Pazzi et leur conjuration ont une place importante dans le jeu Assassin's Creed II (2009) créé par Ubisoft.
On retrouve aussi l'histoire de la conjuration dans la série Da Vinci's Demons en 2014.
Dans la série Les Médicis : Maîtres de Florence (2016), les Pazzi tiennent un rôle important et leur rivalité avec les Médicis constitue l'un des principaux thèmes développé au cours des saisons.

## Sources
- (it) Cet article est partiellement ou en totalité issu de l’article de Wikipédia en italien intitulé « Pazzi » (voir la liste des auteurs).